# باسل الزارو
باسل الزارو  (2 يوليو 1986)- ممثل ومقدم برامج مصري-أردني

## حياته
ولد باسل في القاهرة لأم مصرية ولأب أردني من أصل فلسطيني. تخرج من الجامعة الحديثة للعلوم والفنون في القاهرة حيث تخصص في مجال التسويق وإدارة الأعمال.

## مشواره المهني
بدأ في السادسة عشر من عمره عندما شارك في برنامج ميلودي بريمير وحاز على جائزة قناة ميلودي لتقديم البرامج التلفزيونية في عام 2004. وقد مثلت هذه انطلاقة باسل المهنية فتم اختياره ليصبح المقدم الرسمي للبرنامج على شاشتي روتانا وسي بي سي مع يسرا اللوزي في 2013 . بعدها إنتقل باسل إلى بيروت ليقدم برنامج سوكا ستارز على شاشة تلفزيون المستقبل.
في ال 2006 قرر باسل الانتقال إلى لندن والعيش هناك حيث أمضى فيها قرابة العام قبل أن يعود إلى القاهرة ليختبر العمل في مجال التسويق لشركة Dunhill العالمية المتخصصة في تجارة التبغ لمدة 3 سنوات. طوال هذه المدة لم يبتعد باسل عن مجال الفن، فقد صور ثلاثة أعمال لتلفزيون بيبسي أرابيا في دبي هي كافيه ارابيا، فيس أوف، وأنت في 60 ثانية.
عاد في عام 2015 ليقدم برنامج اكس فاكتور للموسم التالي على شاشة ام بي سي 4 مع اللبنانية دانييلا رحمة.
- في 29 نوفمبر 2015 إنضم لفريق إي تي بالعربي ليقدم البرنامج بدلا من بدر آل زيدان.[6]

## في التمثيل

### في التلفزيون
| سنة الإنتاج | اسم المسلسل       | الشخصية |
| ----------- | ----------------- | ------- |
| 2013        | لعبة الموت        |         |
| 2014        | الإخوة            |         |
| 2016        | فوق مستوى الشبهات |         |
| 2018        | نسر الصعيد        |         |
| 2019        | حرملك             |         |
| 2020        | طاقة حب           |         |
| 2020        | النهاية           |         |
| 2024        | بين السطور        |         |
| 2024        | رقم سري           |         |